# Кентрантус красный
Кентрантус красный (лат. Centranthus ruber) или валериана красная (лат. Valeriana rubra) — травянистое популярное садовое растение, выращиваемое ради декоративных цветов. Вид относится к роду Кентрантус (Centranthus) подсемейства Валериановые (Valerianaceae), который некоторые исследователи не отделяют от рода Валериана. 

## Описание
Многолетнее растение, обычно полукустарник, хотя в зависимости от условий может принимать любую форму: от травянистого растения до кустарника; растения обычно деревянистые у основания. Стебли облиственные. 
Листья обычно 5–8 см в длину. Их форма меняется от основания к вершине растения: нижние листья черешковые, а верхние — сидячие (стеблеобъемлющиие). Листья растут супротивными парами и имеют овальную или ланцетную форму.

Растение цветет обильно, и хотя отдельные цветки мелкие (не более 2 мм), соцветия крупные и эффектные. Отличительная особенность цветков рода Кентрантус — цветки ассиметричные, не имеют плоскостей симметрии. Цветки мелкие, собраны в округлые соцветия, каждое с 5 сросшимися лепестками и шпорцем. Наиболее типичный цвет — кирпично-красный или пурпурно-красный, но встречаются и тёмно-малиновый, бледно-розовый и лавандовый.
- Морфология
- Ботаническая иллюстрация
- Черешковые и сидячие листья
- Одиночный цветок. Прочие удалены
- Видна асимметрия венчика, сорт Coccineus
- Верхушка соцветия
- Плод с стадии зрелости

Centranthus ruber 'Albus' (около 10% особей) имеет белые цветки. Цветение начинается в начале лета и в районах с прохладным летом продолжается спорадически в течение всего лета и осенью. Сорт 'Coccineus' отличается особенно продолжительным цветением. Цветки имеют сильный и немного резкий аромат. Их опыляют как пчелы, так и бабочки, и растение известно своей способностью привлекать насекомых. Используется в качестве кормового растения личинками некоторых видов чешуекрылых, в том числе Phlogophora meticulosa. Семена имеют паппус, похожие на одуванчики, которые позволяют ветру распространяться, поэтому они могут свободно размножаться самосевом и становиться инвазивными, если их не контролировать должным образом.
- Садовые формы и сорта
- Соцветие с кормящимся махаоном
- Три распространённые цветовые формы
- Белая форма
- В насаждениях с розами

## Распределение
Произрастает в Средиземноморском регионе, от Португалии и Испании до Франции, Италии, бывшей Югославии, Албании, Греции и европейской части Турции, а также от Марокко до Алжира и Туниса. Во многие другие части света его завезли как садовое растение. Вид натурализован во Франции, Австралии, Великобритании, Ирландии, на острове Мэн и в Соединенных Штатах. В США его можно встретить в диком виде в таких западных штатах, как Аризона, Юта, Калифорния, Гавайи, Вашингтон и Орегон, обычно в труднодоступных, скалистых местах на высоте менее 200 м над уровнем моря. Культивируется и изредка дичает в Крыму.
Вид часто произрастает на обочинах дорог или на городских пустырях. Может переносить очень щелочные почвы. Благодаря этой способности переносить щелочные условия, толерантен к наличию извести в растворе каменных кладок, поэтому растения часто можно увидеть растущими на старых стенах в Италии, на юге Франции и на юго-западе Великобритании.

## Инвазивные виды
Вид занесён в список инвазивных видов NEMBA 1b в Западной Капской провинции, Южная Африка. Его нельзя владеть, импортировать, выращивать, перемещать, продавать, дарить или сбрасывать в водный путь. Необходим обязательный контроль в рамках программы по борьбе с инвазивными видами с целью их удаления и уничтожения. Считается, что эти растения обладают настолько высоким инвазивным потенциалом, что их заражение может быть отнесено к спонсируемой правительством программе по управлению инвазивными видами. Разрешения выдаваться не будут. 

## Таксономическое положение
Поскольку 32 ранее признанных рода, включая Кентрантус (Centranthus), Fedia и Plectritis, теперь некоторыми исследователями считаются синонимами рода Валериана (Valeriana), то по различным классификациям вид причисляют либо к роду Кератантус, либо к роду Валериана внутри семейства Жимолостные. 
|  |                          |  |                                   |                                   |             |  | еще 1 семейство | еще 1 семейство                                         |                                                         |  |  |  | Ещё 13 родов                        | Ещё 13 родов     |  |  |
|  |                          |  |                                   |                                   |             |  | еще 1 семейство | еще 1 семейство                                         |                                                         |  |  |  | Ещё 13 родов                        | Ещё 13 родов     |  |  |
|  |                          |  |                                   | порядок Ворсянкоцветные           |             |  |                 |                                                         | Валериановые                                            |  |  |  |                                     | Керантус красный |  |  |
|  |                          |  |                                   | порядок Ворсянкоцветные           |             |  |                 |                                                         | Валериановые                                            |  |  |  |                                     | Керантус красный |  |  |
|  | клада Цветковые растения |  |                                   |                                   | Жимолостные |  |                 |                                                         | Валериана и/или Кентрантус                              |  |  |  |                                     |                  |  |  |
|  | клада Цветковые растения |  |                                   |                                   |             |  |                 |                                                         |                                                         |  |  |  |                                     |                  |  |  |
|  |                          |  | ещё 63 порядка цветковых растений | ещё 63 порядка цветковых растений |             |  |                 | ещё два подсемейства: Бузиновые (Sambuceae) и Адоксовые | ещё два подсемейства: Бузиновые (Sambuceae) и Адоксовые |  |  |  | Еще 16 видов в рамках рода Керантус |                  |  |  |
|  |                          |  |                                   | ещё 63 порядка цветковых растений |             |  |                 |                                                         | ещё два подсемейства: Бузиновые (Sambuceae) и Адоксовые |  |  |  |                                     |                  |  |  |

## Внешние ссылки
- Обработка видов по методу Джепсона
- Запись в базе данных «Растения для будущего»
- Изображения из архива CalPhotos

Для Centranthus rubra:

Для Valeriana rubra: 